# سگنر ۲۸۸۷۸
سیارک ۲۸۸۷۸ (به انگلیسی: 28878 Segner، نامگذاری:2000KL41) بیست و هشت هزار و هشتصد و هفتاد و هشتمین سیارک کشف شده‌است که در ۲۶ مه ۲۰۰۰ کشف شد.